# Papilio okinawensis
Espèce
Papilio okinawensis est une espèce de lépidoptères (papillons) de la famille des Papilionidae. Cette espèce est endémique du Japon.

## Systématique
L'espèce Papilio okinawensis a été décrite pour la première fois en 1898 par l'entomologiste Hans Fruhstorfer dans la revue Societas entomologica, sous le nom Papilio bianor okinawensis.